# Мормири
Мормирите (Mormyrus) са род актиноптери от семейство Мормирови (Mormyridae).
Таксонът е описан за пръв път от Карл Линей през 1758 година.

## Видове
- Mormyrus bernhardi
- Mormyrus caballus
- Mormyrus casalis
- Mormyrus caschive
- Mormyrus cyaneus
- Mormyrus felixi
- Mormyrus goheeni
- Mormyrus hasselquistii
- Mormyrus hildebrandti
- Mormyrus iriodes
- Mormyrus kannume
- Mormyrus lacerda
- Mormyrus longirostris
- Mormyrus macrocephalus
- Mormyrus macrophthalmus
- Mormyrus niloticus
- Mormyrus ovis
- Mormyrus rume
- Mormyrus subundulatus
- Mormyrus tapirus
- Mormyrus tenuirostris
- Mormyrus thomasi